# Franz Sandtner
Franz (František) Sandtner (3. ledna 1903 Most – 1. července 1927 Plzeň) byl masový vrah, který v noci z 9. na 10. dubna 1926 na samotě Doyscherhof brutálně zabil 5 lidí. Ve své době šlo o novinářskou senzaci.

## Život
Franz Sandner, v dobovém tisku uváděný jako Sandtner, pocházel z nestandardních poměrů. Narodil se ve věznici v Mostě, kde si jeho matka odpykávala trest za krádež. V jeho dvou letech spáchala sebevraždu otravou fosforem. Z otce houslaře se stal tulák a o Franze se nestaral. Ten tak se svým bratrem putoval do klášterního sirotčince v Kadani. Zde byl známý kvůli špatnému prospěchu a kázeňským problémům. Ve 13 letech napadl a škrtil jednu z řádových sester. Po odchodu ze sirotčince se usadil v obci Schönbach, kde se netěšil dobré pověsti a byl několikrát trestán pro krádeže. Často měnil povolání. V roce 1920 byl zaměstnán pro práci s koňmi na Döllnerově statku Doyscherhof nedaleko Mariánských Lázní v okresu Cheb. Sedlák Döllner ho však po vzájemné hádce ze služby propustil po pouhých 3 měsících. V roce 1925 se stal vojákem u 14. pěšího pluku v Prešově.

## Vraždy
V noci z 9. na 10. dubna 1926 probudil čeledína Willibalda Weidla jedenáctiletý Kašpar Döllner s žádostí, aby přivedl z druhého stavení dědečka, protože někdo napadl jeho rodinu. Starý pan Döllner vstoupil do místnosti, kde společně spávala celá rodina. V místnosti leželo v postelích 6 členů rodiny a mladá služka. Všichni až na sedmiměsíční Mariechen (Marii) měli vážná, často mnohačetná, zranění hlavy. Několik poraněných ještě naříkalo, proto je začal omývat a čeledína poslal do obce Rockendorf pro pomoc. Chlapec se cestou v lese ztratil a vrátil se na statek pro lampu, která mu však ve větru zhasla. Až na druhý pokus se mu podařilo přivést pomoc, ale to už bylo příliš pozdě. Po příjezdu lékaře oba manželé ještě žili, bohužel, jejich stav byl beznadějný. Statkář Döllner zemřel téhož dne, jeho žena po třídenním bezvědomí. O život tak přišli Rudolf Döllner (40), Žofie Döllnerová (37), jejich dcera Anna (3), syn Isidor (9) a služebná Anna Hoffmannová (30). S těžkým poraněním hlavy přežil syn Josef (6). Četníci na místo přivolali kriminální službu a posily, aby zabránili zvědavcům v ničení stop. To se však nepodařilo a stopy ve sněhu v okolí statku byly ještě před zajištěním zašlapány.
Jediným svědkem byl Kašpar Döllner (11). Vypověděl, že spal s hlavou pod peřinou v posteli vedle svého otce. Ten se na něho po úderu převalil a svým tělem ho tak zakryl. Kašpar přesto uviděl muže se zakrytým obličejem, jak někoho na opačné straně místnosti bije sekerou. Vrah zaútočil nejdříve na dospělé členy rodiny, kteří by se v případě probuzení dokázali bránit. Poté, co skončil s útokem, místnost prohledal. Ačkoliv si kryl obličej upravenou podšívkou kabátu, v jednu chvíli se zakousl do perníkového koně na stole, přičemž mu petrolejová lampa osvítila hlavu. Kašpar si všiml, že má útočník uniformu a ryšavé vlasy. Ze statku zmizelo 270 korun v hotovosti, šest vajec, půl kilogramu másla a řetízkové hodinky.

## Vyšetřování
Posun ve vyšetřování přineslo hledání stop ve větším okruhu od místa činu. Tak se podařilo vyloučit stopy zvědavců a byly objeveny mužské stopy vedoucí lesem do sousední vesnice, kde se ztratily mezi ostatními. Po cestě se však nalezl důležitý důkaz – zakrvácená podšívka kabátu. Objevil se také svědek, který tvrdil, že po něm v lese někdo hodil sekeru. Ta pravděpodobně uvízla na jednom ze stromů, kam ji pachatel odhodil, a na projíždějícího muže pouze spadla. Sekera na sobě měla řadu krevních stop. Sandtner byl jako pachatel vytipován na základě výpovědi Kašpara Döllnera. Dívka ze sousedství si vzpomněla na čeledína, kterému se podle barvy vlasů říkalo Rotkopf (rudá hlava). Tím čeledínem byl Franz Sandtner. Ten byl v roce 1924 trestán za ozbrojenou loupež na sousedním statku Fichtenhof. Byla prověřena jeho přítomnost u jednotky v Prešově. Z prověrky vyplynulo, že měl v době vražd volno. Po návratu do kasáren si ostatní vojáci všimli, že má u sebe peníze. Sandtner byl okamžitě zadržen a prohledán. V jeho kufru byla nalezena pistole, peníze a hodinky s iniciály R. D. patřící Rudolfu Döllnerovi.
O případ se začal zajímat tisk po celé republice. Sandtnera bylo nutné dopravit z Prešova do místa vyšetřování. Za tímto účelem byl vyčleněn vagon v běžném osobním vlaku. Byl spoután a umístěn v kupé s policejním dozorem. Policie odháněla zvědavce, kteří si vraha z Doyscherhofu chtěli prohlédnout. V některých stanicích, kterými vlak projížděl, se tvořily davy lidí, kteří prosili o Sandtnerovo vydání a zlynčování. Sandtner nebyl na takový zájem připraven a pomalu si začal uvědomovat, co udělal. Když se dozvěděl, že vlastně jede do Doyscherhofu ke konfrontaci s Kašparem Döllnerem o jehož přežití nevěděl, rozhodl se ještě ve vlaku spontánně doznat a doplnit některé detaily případu. Podle svých slov vraždil pouze pro peníze. Předpokládal, že na místě objeví přinejmenším padesát tisíc korun. V noci se zastavil na blízkém statku Rudolfa Vogla, kde také v minulosti sloužil. Zde ukradl kladivo, sekeru a vypáral podšívku z kabátu. Po vniknutí do statku Döllnerových se ukryl v místnosti vedle ložnice a počkal, až všichni usnou. Během útoku se vyptával na uschované peníze, žádnou odpověď však nedostal a tak místnost sám prohledal. Při útěku z místa činu se unavil, a proto se vyspal v lese nedaleko statku.

## Rozsudek
Sandtnerovo doznání bylo jasným důkazem a bylo proto rozhodnuto tento velký případ „za zásluhy” přidělit známému vyšetřujícímu soudci (dnes neexistující právní role), který byl před odchodem na důchod. Ten se však dopustil hrubé chyby a před Sandtnerem se zmínil o tuláku Karlu Kronhöferovi, jehož sestra se domnívala, že mohl mít s vraždami něco společného. Nalezla dopis ve kterém přiznával, že někoho zabil a musí zmizet ze země. Sandtner to viděl jako příležitost jak zmírnit svou vinu a tak okamžitě odvolal své doznání. Při nové výpovědi označil Kronhöfera za svého spolupachatele a organizátora. Kronhöferova měla být i pistole nalezená u Sandtnera. Ten ji při loupeži nepoužil, protože mu přišla nespolehlivá. Později Kronhöfera nedokázal identifikovat na předložených fotografiích, na místě zločinu se nenalezly jeho stopy a pistole prokazatelně pocházela od jiného vojáka. Sandtner svou snahu vzdal a vrátil se ke své původní verzi událostí. Za 5 vražd byl odsouzen k propadnutí volebního práva, propuštění z armády a trestu smrti oběšením. Jak bylo běžné, žádal prezidenta republiky T. G. Masaryka o milost. Avšak jeho výroky o tom, že by zabil i Kašpara a Weidla, kdyby o nich věděl, absence jakékoliv lítosti a nebývalý rozsah zločinu jednoznačně vyloučili možnost mírnějšího rozsudku. Prezident Masaryk trest potvrdil. Sandtnera za přítomnosti 40 svědků popravil na nádvoří Divizního soudu v Plzni slavný kat Leopold Wohlschlager.
Statek Doyscherhof připadl Kašparu Döllnerovi. Ten na něm působil až do 2. světové války, kdy se zapojil do bojů na straně Wehrmachtu. V roce 1943 zmizel na východní frontě. Osud jeho mladších sourozenců Josefa a Mariechen není znám. Obec Rockendorf po nuceném odsunu Němců zpustla a nakonec úplně zanikla v období budování nově vzniklého Vojenského výcvikového prostoru Prameny. Statek zanikl také a dnes z něj zůstalo pouze několik kamenů.